# Zhu Zaiyu
Dans ce nom chinois, le nom de famille, Zhu, précède le nom personnel.
Zhu Zaiyu (chinois : 朱載堉) (1536 – 1611) est un mathématicien, physicien, chorégraphe et musicien chinois. C'est un prince chinois de la dynastie Ming. En 1584, le prince Zhu décrit de manière innovante le tempérament égal par le moyen de calculs mathématiques précis.

## Biographie
Zhu est né en 1536 à Qinyang, dans la province du Henan, dans une famille aristocratique, la sixième génération descendant de l'Empereur Hongxi, le quatrième empereur de la Dynastie Ming. Zhu a hérité du titre de prince de Zheng en 1593, mais rapidement, il a renoncé en faveur de son cousin. Sur ordre de l'empereur, il a obtenu un nouveau titre princier en 1606, l'année où il a livré un ensemble de dix traités de musicologique à la cour, en établissant son mérite académique. Son nom posthume est 鄭端靖世子 ("Son Excellence le Dauphin de Zheng").
Sa tombe à Qinyang figure sur la Liste des sites culturels et historiques majeurs au Henan (en) (5-174).

## Travaux

Pas de danse de Zhu Zaiyu

danse du drapeau de Zhu Zaiyu

Zhu a écrit sur la théorie de la musique et sur le tempérament musical (cinq traités nous sont parvenus), l'histoire de la musique (deux traités ont survécu), la danse et la musique de danse (cinq traités survivants), et plusieurs autres œuvres. Trois œuvres sur la théorie de la musique, en particulier, sont liés aux idées de tempérament égal, le "律學新說" (« Sur le tempérament égal », 1584), "律呂精義" (« Une explication claire de ce qui concerne le tempérament égal », 1595/96), et "算學新說"(« Réflexion sur les mathématiques », 1603). Son travail a été décrit par Kenneth Robinson comme « le couronnement de deux millénaires d'expériences et de recherches acoustiques » et il est décrit comme « l'un des plus importants historiens de la musique de son pays ».

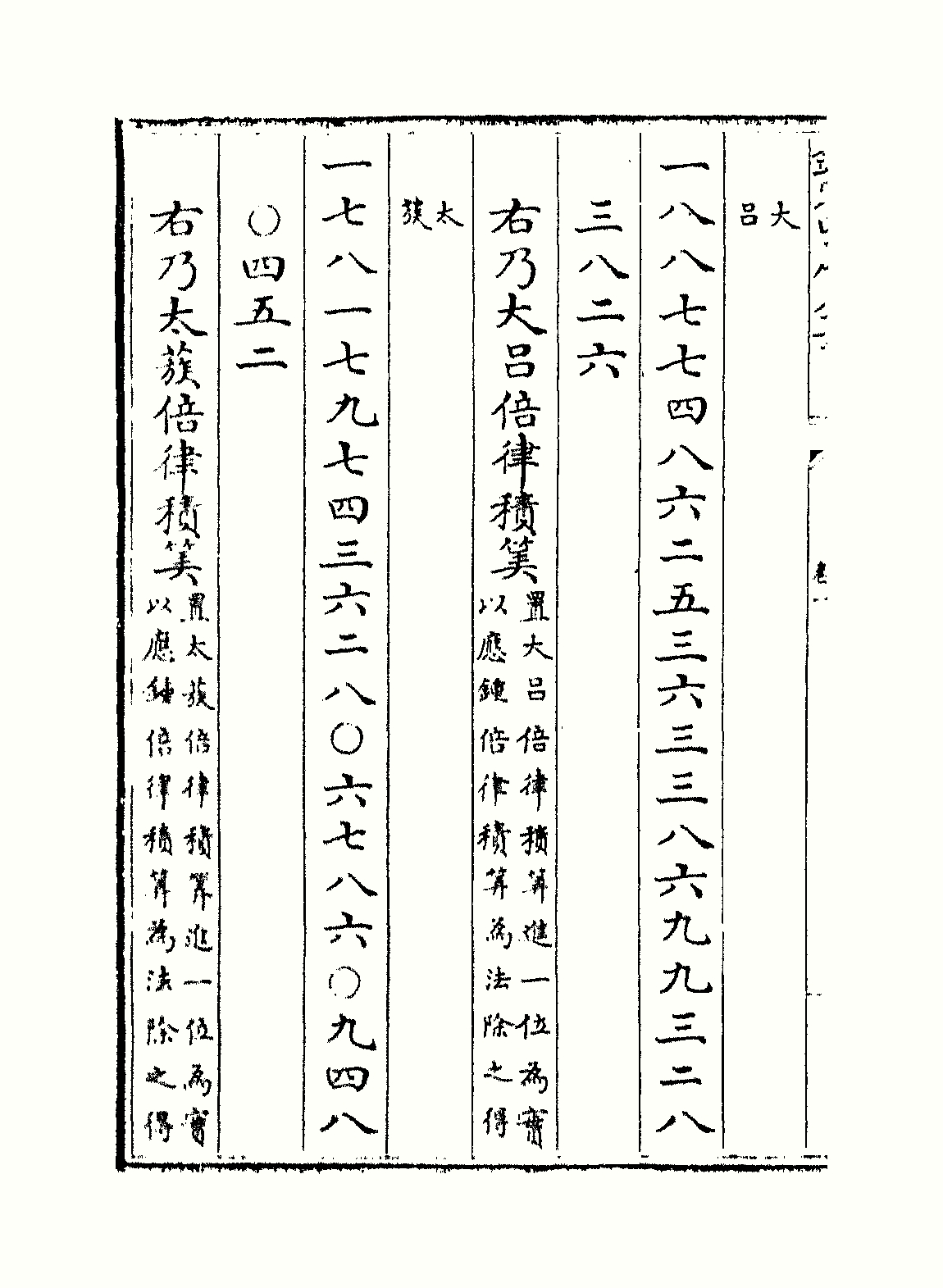
Une nouvelle théorie de la science des tons musicaux (1584), page 118.
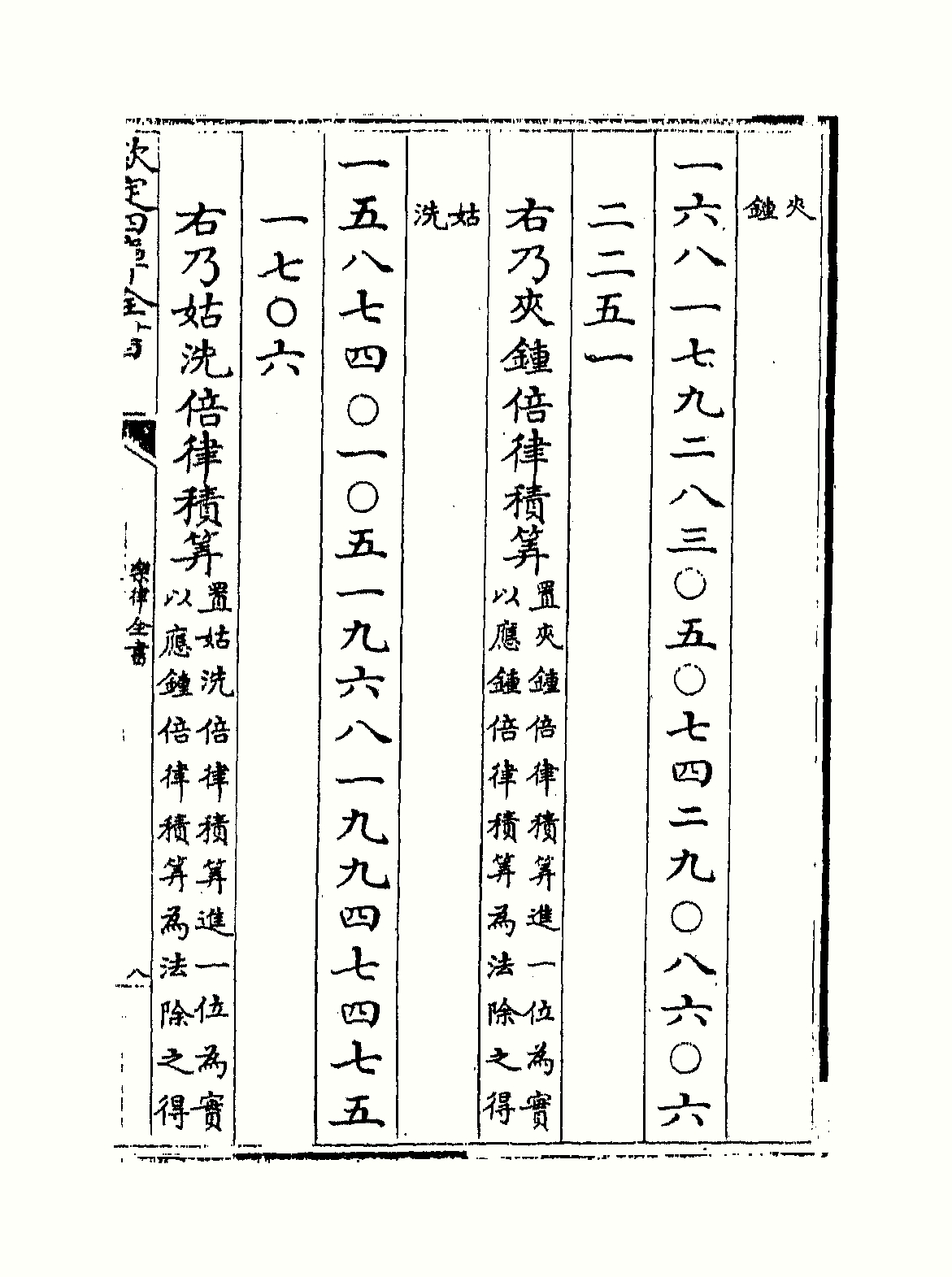
Page 119.
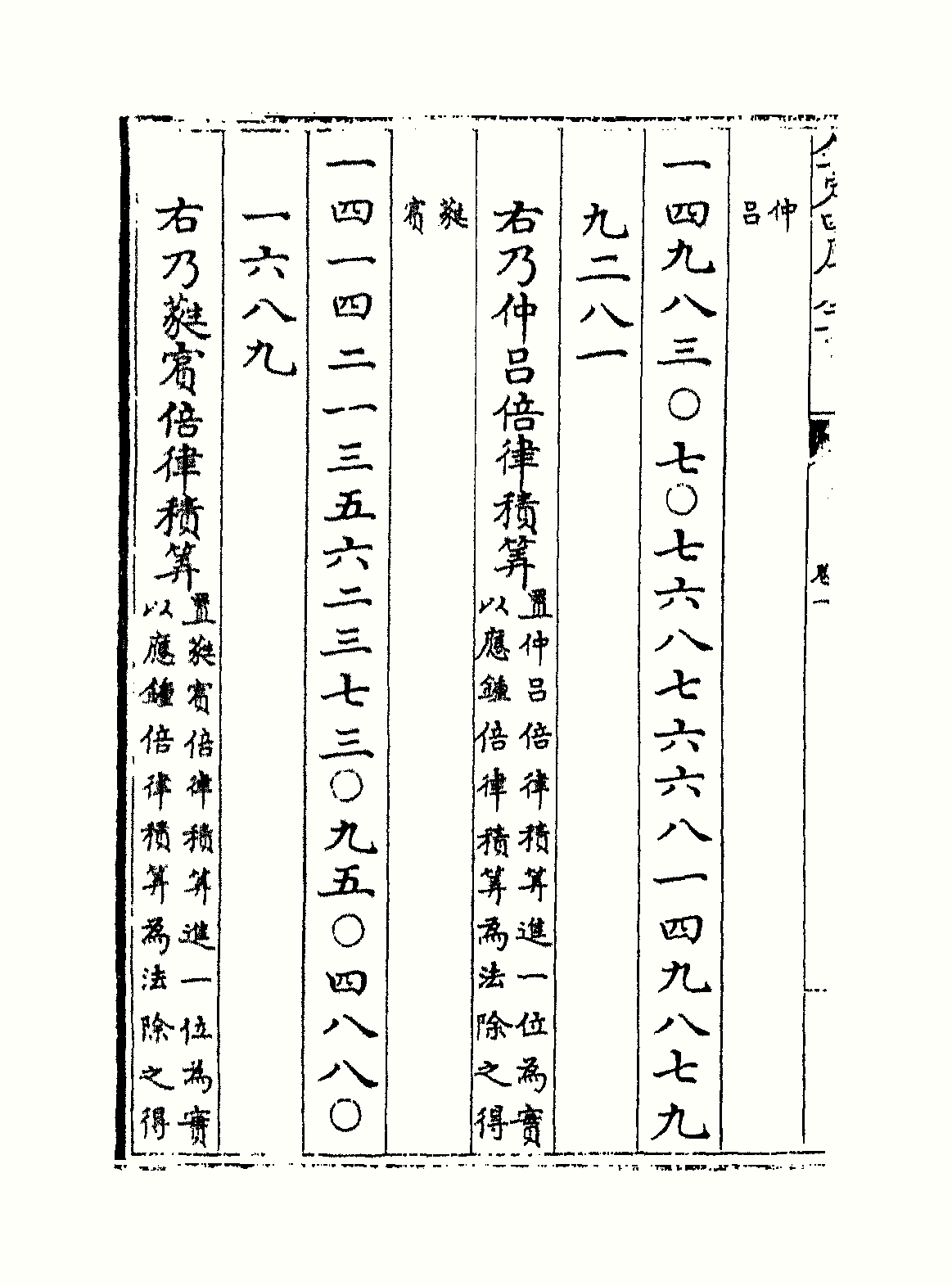
Page 120.
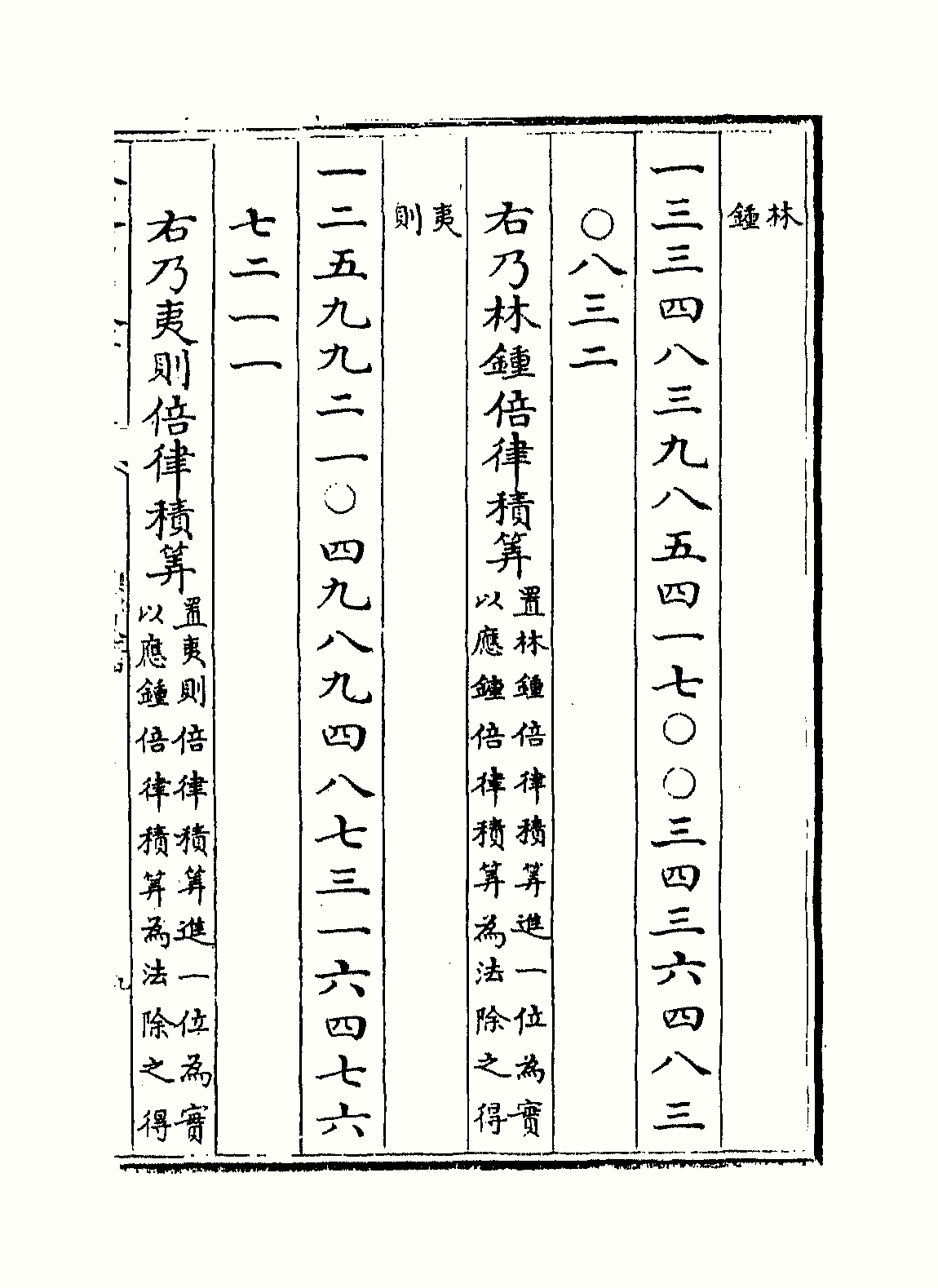
Page 121 : le ratio du tempérament égal de Zhu Zaiyu.
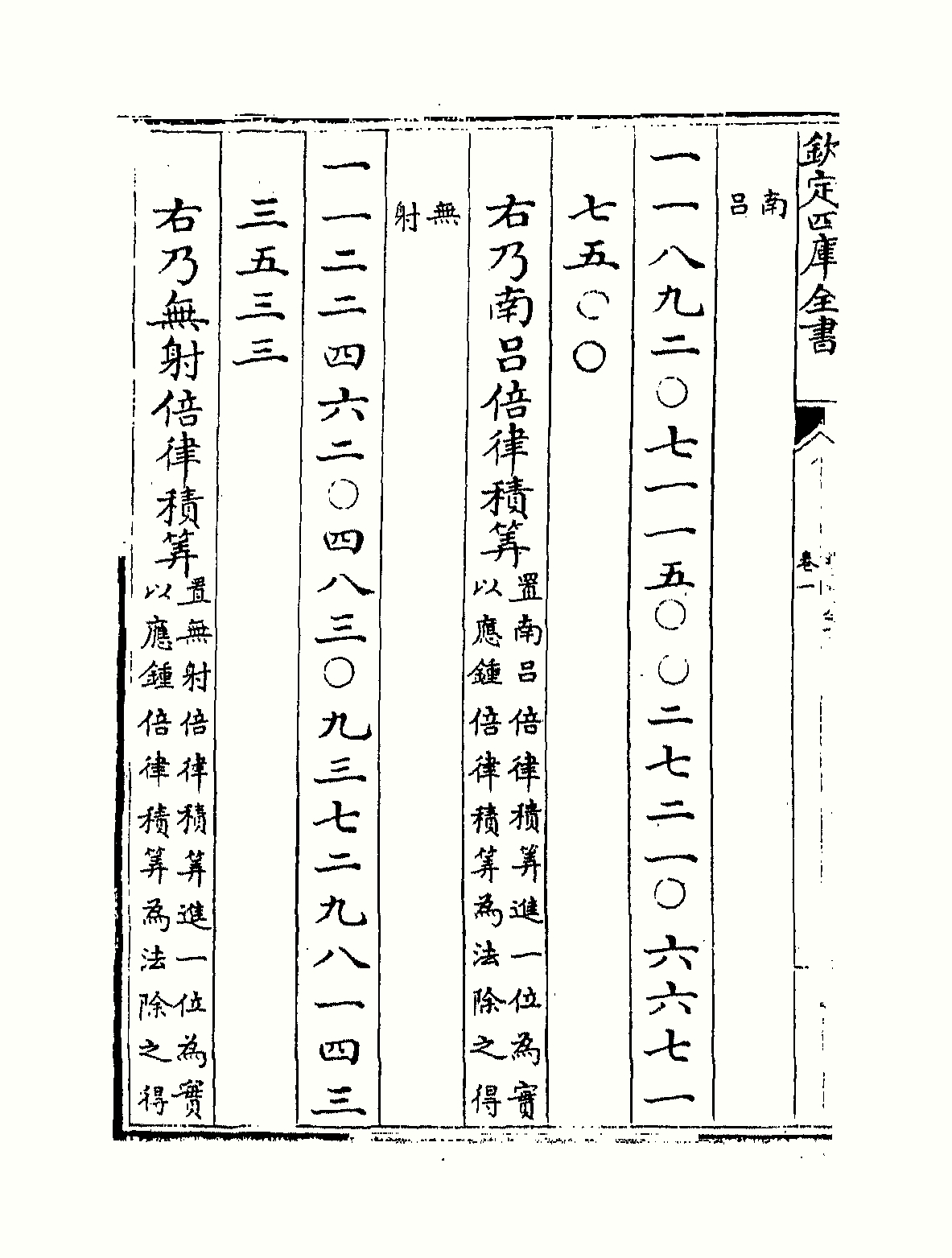
Page 122.
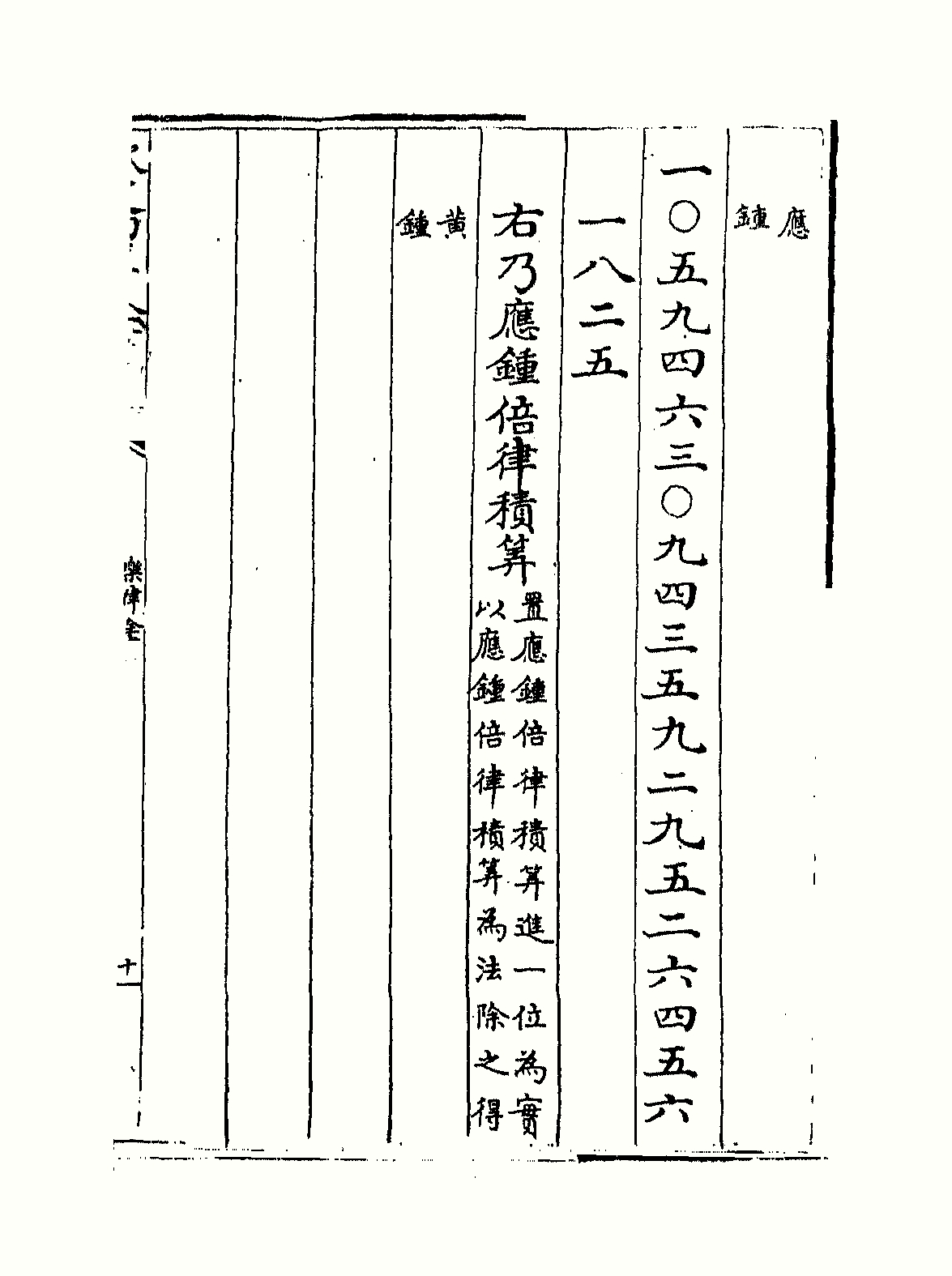
Page 123.
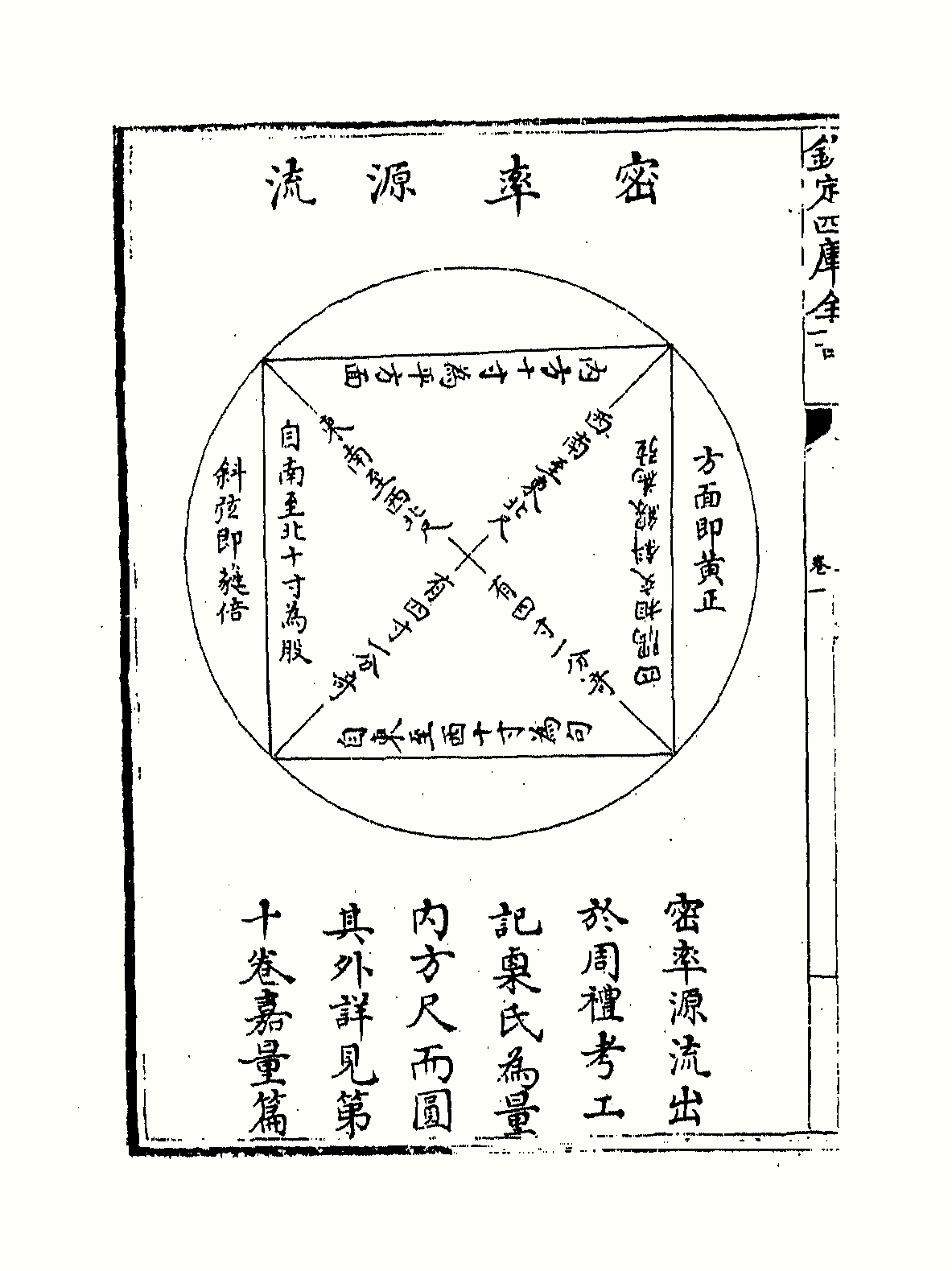
Page 124.

Zhu a également écrit des traités (trois nous sont parvenus) sur l'astronomie, la physique, les mathématiques et le système calendaire, il a calculé la déclinaison magnétique de Pékin, la masse volumique du mercure et a décrit avec précision la durée de l'année tropique pour corriger le calendrier Ming.
Il présenta une solution pour corriger le calendrier en 1595 mais le comité astronomique conservateur rejeta sa proposition,.
Les calculs pour le tempérament ont été possibles car à cette période, le boulier chinois (suanpan) supplante le « calcul avec des baguettes » (suanzi). Le prince Zhu Zaiyu est habile dans le Zhusuan : pr exemple utilise un boulier à 81 positions pour calculer les racines carrées et cubiques de 2 avec une précision de 25 chiffres.  Ce système de tempérament fut simultanément découvert en Europe par Simon Stevin (1548–1620).